# Alexandre-Gérard Thomas
Pour les articles homonymes, voir Thomas et Alexandre Thomas.
Alexandre-Gérard Thomas, né en 1818 et mort en 1857, est un historien et journaliste français.
Sa thèse de doctorat ès lettres, portant sur la Bourgogne sous Louis XIV, obtint une médaille extraordinaire de l'Académie des inscriptions et belles-lettres. Il écrivit de nombreux articles dans la Revue des deux Mondes ; l'un, notamment, La Carmagnole d'Olympio (1850), lui attira l'inimitié de Victor Hugo. Comme ce dernier, il s'exila après le coup d'État de Napoléon III, et écrivit dans la Revue d'Edimbourg.

## Œuvres
- Une province sous Louis XIV : situation politique et administrative de la Bourgogne, de 1661 à 1715, d'après les manuscrits et les documents inédits du temps, 1844 books.google.com
- Note à consulter sur l'état présent de l'Université, 1848